# ТЕС Намфонг
16°40′55″ пн. ш. 102°44′32″ сх. д. / 16.68194° пн. ш. 102.74222° сх. д.
ТЕС Намфонг – теплова електростанція на північному сході Таїланду у провінції Кхонкен.
В 1990 році на майданчику станції стали до ладу дві газові турбіни. Певний час вони працювали у відкритому циклі, проте вже у 1992-му їх доповнили котлами-утилізаторами, від яких живиться одна парова турбіна потужністю 113 МВт, що дозволило створити енергоефективний блок комбінованого циклу потужністю 325 МВт.
В 1993-му запустили ще дві газові турбіни, які з 1994-го працюють у парогазовому блоці №2, схема якого ідентична блоку №1.
Як паливо станція споживає природний газ, що подається по газопроводам від місцевих родовищ Намфонг та Сінфухорн.